# Omicrus brevipes
Omicrus brevipes är en skalbaggsart som beskrevs av Sharp 1879. Omicrus brevipes ingår i släktet Omicrus och familjen palpbaggar. Inga underarter finns listade i Catalogue of Life.